# Hüsni Tahiri
Hüsni Tahiri (* 2. Juni 1983 in Plettenberg) ist ein albanischer Fußballspieler, der in Deutschland lebt. Er spielt als Mittelfeldspieler in der zweiten Mannschaft des TSV Steinbach Haiger, in der Regionalliga-Mannschaft, deren Co-Trainer er aktuell ist, fungierte er 2021 kurzzeitig als Interimstrainer.

## Karriere
Tahiri spielte zu Beginn seiner Karriere bei den SF Oestrich-Iserlohn und danach beim RSV Meinerzhagen und dem SC Plettenberg. Mit der zweiten Mannschaft der Sportfreunde Siegen trat er in der Saison 2005/06 in der Oberliga Westfalen an. In jener Spielzeit kam Tahiri auch in der ersten Mannschaft der Sportfreunde, die damals ihre einzige Saison in der zweiten Bundesliga absolvierte, ein Mal zum Einsatz. Es folgten zahlreiche Verletzungen, die ihn zurückwarfen und ihn seinen Platz in der Siegener Mannschaft kosteten.
Nachdem Tahiri in der Saison 2007/08 vereinslos war, unterschrieb er bei den Sportfreunden zur Saison 2008/09 einen neuen Vertrag. Vor der Saison 2010/11 wurde sein Vertrag in Siegen jedoch nicht mehr verlängert. Tahiri schloss sich stattdessen dem hessischen Verbandsligisten SpVgg Hadamar an, mit dem er 2011 in die Hessenliga aufstieg. Nach drei Jahren in Hadamar ging er im Juli 2013 in die hessische Verbandsliga zum SC Waldgirmes. Kurz nach Saisonbeginn rund zwei Monate später verließ er diesen jedoch wieder und schloss sich dem Ligakonkurrenten TSV Steinbach an.
Beim TSV Steinbach trug er in der Folge mit 21 Toren in 28 Spielen zum Aufstieg in die Hessenliga bei. In der Oberliga 2014/15 gelang der erneute Titelgewinn und der Durchmarsch in die Regionalliga, Tahiri war daran mit zehn Toren beteiligt. Als einziger ehemaliger Oberliga-Spieler blieb Tahiri bis zum Ende der Saison 2017/2018 Mitglied der Regionalliga-Mannschaft, kam aber nur sporadisch zum Einsatz. Tahiri gewann am 21. Mai 2018 mit dem TSV Steinbach Haiger den Hessenpokal und zog so in den DFB-Pokal ein. Zur Saison 2018/2019 zog er sich aus der Profimannschaft zurück und wechselte fest in die zweite Mannschaft der Steinbacher, für die er zuvor bereits seit 2017 zu Einsätzen gekommen war.
Im August 2017 wurde Tahiri Trainer der A-Jugend des TSV Steinbach Haiger. Im August 2019 wurde er zunächst als Videoanalyst in das Trainerteam der Profimannschaft aufgenommen, wo er daraufhin ab dem Frühjahr 2020 auch als Co-Trainer in die Trainingsarbeit eingebunden wurde.
Aufgrund großer Verletzungsprobleme beim TSV Steinbach feierte Tahiri am 8. Mai 2021 als Einwechselspieler beim Spiel gegen Stadtallendorf ein kurzes Comeback.
Ab 2. Dezember 2021 fungiert er bis Jahresende als Interimstrainer der Regionalliga-Mannschaft, nachdem Cheftrainer Adrian Aliour beurlaubt wurde und bevor Ersan Parlatan Cheftrainer wurde.
Ab der Saison 2024/25 ist Tahiri – zusammen mit Daniel Wilde – Cheftrainer.

## Erfolge
- Aufstieg von der Verbandsliga in die Oberliga Hessen mit der SpVgg Hadamar in der Saison 2010/2011.
- Aufstieg von der Verbandsliga in die Oberliga Hessen mit dem TSV Steinbach Haiger in der Saison 2013/2014.
- Aufstieg von der Oberliga Hessen in die Regionalliga Süd-West mit dem TSV Steinbach Haiger in der Saison 2015/2016.
- Hessenpokalsieger mit dem TSV Steinbach Haiger in der Saison 2017/2018.